# Hagenmühle (Hersbruck)
Hagenmühle ist ein Gemeindeteil der Stadt Hersbruck im Landkreis Nürnberger Land (Mittelfranken, Bayern). Hagenmühle liegt in der Gemarkung Altensittenbach.

## Geografie
Die ehemalige Einöde ist mittlerweile in der Kühnhofener Straße (=Staatsstraße 2404) aufgegangen und bildet mit Altensittenbach im Süden eine geschlossene Siedlung. Sie liegt am Sittenbach und am Rauschelbach, einem linken Zufluss des Sittenbachs. Die Staatsstraße führt nach Altensittenbach (0,8 km südwestlich) bzw. nach Kühnhofen (1,2 km nordöstlich).

## Geschichte
Mit dem Gemeindeedikt (frühes 19. Jahrhundert) wurde Hagenmühle dem Steuerdistrikt Altensittenbach und der Ruralgemeinde Altensittenbach zugewiesen.  Im Jahr 1961 hatte der Ort zehn Einwohner. Im Zuge der Gebietsreform in Bayern wurde Hagenmühle am 1. Juli 1976 nach Hersbruck eingegliedert.